# Diocèse de Port-Victoria
Le diocèse de Port-Victoria est une circonscription territoriale de l'Église catholique aux Seychelles à Victoria.
Il fait partie de la Conférence épiscopale de l'océan indien dont le secrétariat se trouve à Saint-Denis-de-la-Réunion.
L'évêque actuel est Mgr Alain Harel depuis le 10 septembre 2020.